# Distributiebon

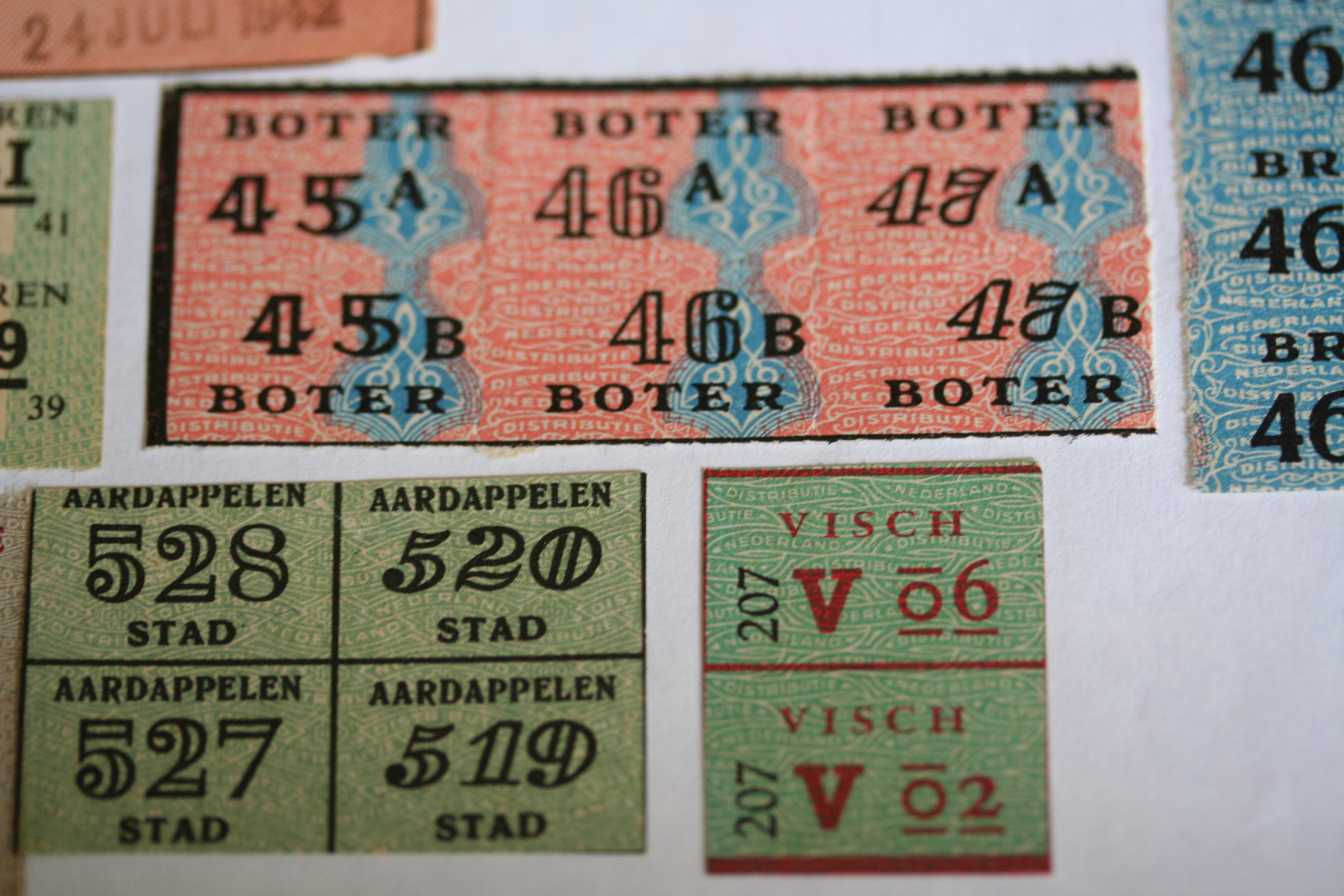
Voedselbonnen, Tweede Wereldoorlog

Distributiebonnen worden gebruikt indien maatregelen voor een eerlijke verdeling van goederen over de bevolking door middel van rantsoenering noodzakelijk zijn. Gedurende een oorlog of andere crisissituatie kunnen tekorten aan grondstoffen en/of voedsel optreden waardoor een verdeelsysteem moet worden ingevoerd omdat anders een deel van de gebruikers van voedsel en goederen hiervan verstoken raken. De bedoeling is bovendien hamsteren en speculeren tegen te gaan.
Om ervoor te zorgen dat iedereen in tijden van gebrek toch aan grondstoffen en voedsel kan komen, kan een overheid overgaan tot de verstrekking van distributiebonnen.
Wanneer een product als bijvoorbeeld koffie wordt gerantsoeneerd tot een pak per persoon, mag een winkel slechts een pak per persoon verkopen. Maar deze persoon kan meerdere winkels afgaan, of zijn gehele familie op pad sturen om ieder een pak koffie te kopen. Om de rantsoenering effectief te maken is daarom een controlemiddel nodig: de distributiebon.

## Nederland

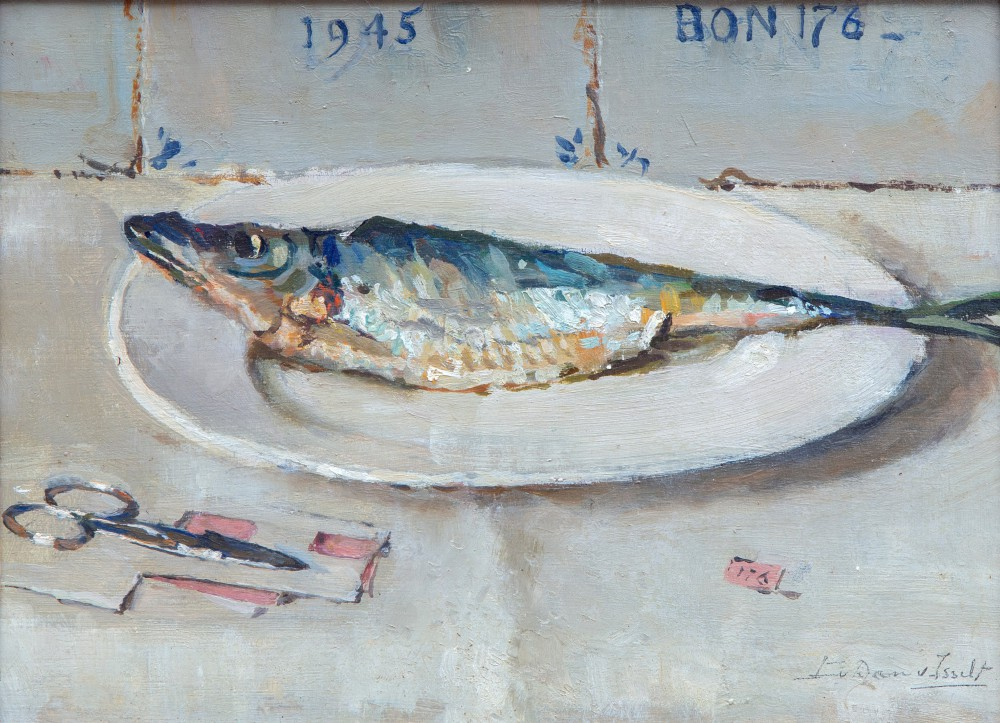
Haring op de bon, door Lucie van Dam van Isselt

Zowel in de Eerste Wereldoorlog als in de Tweede Wereldoorlog bestond in Nederland distributie, waarbij allerlei voedingsmiddelen en goederen "op de bon" waren. Ook ná de Tweede Wereldoorlog was nog een aantal jaren distributie nodig van schaarse artikelen. Om aan distributiebonnen te komen moest men in het bezit zijn van een zogenoemde door de overheid verstrekte distributiestamkaart. Wanneer men de bonnen had verkregen, kon men op in de kranten aangekondigde tijden de winkel bezoeken om gerantsoeneerde producten te kopen. Omdat iedereen op hetzelfde moment zijn bonnen moest inleveren, stonden voor de winkels lange rijen. Men had geld en distributiebonnen nodig; had men wel geld maar geen bonnen dan mocht er niet verkocht worden.
In de Eerste Wereldoorlog waren onder andere vlees en brood gerantsoeneerd met de eenheidsworst en regeringsbrood.

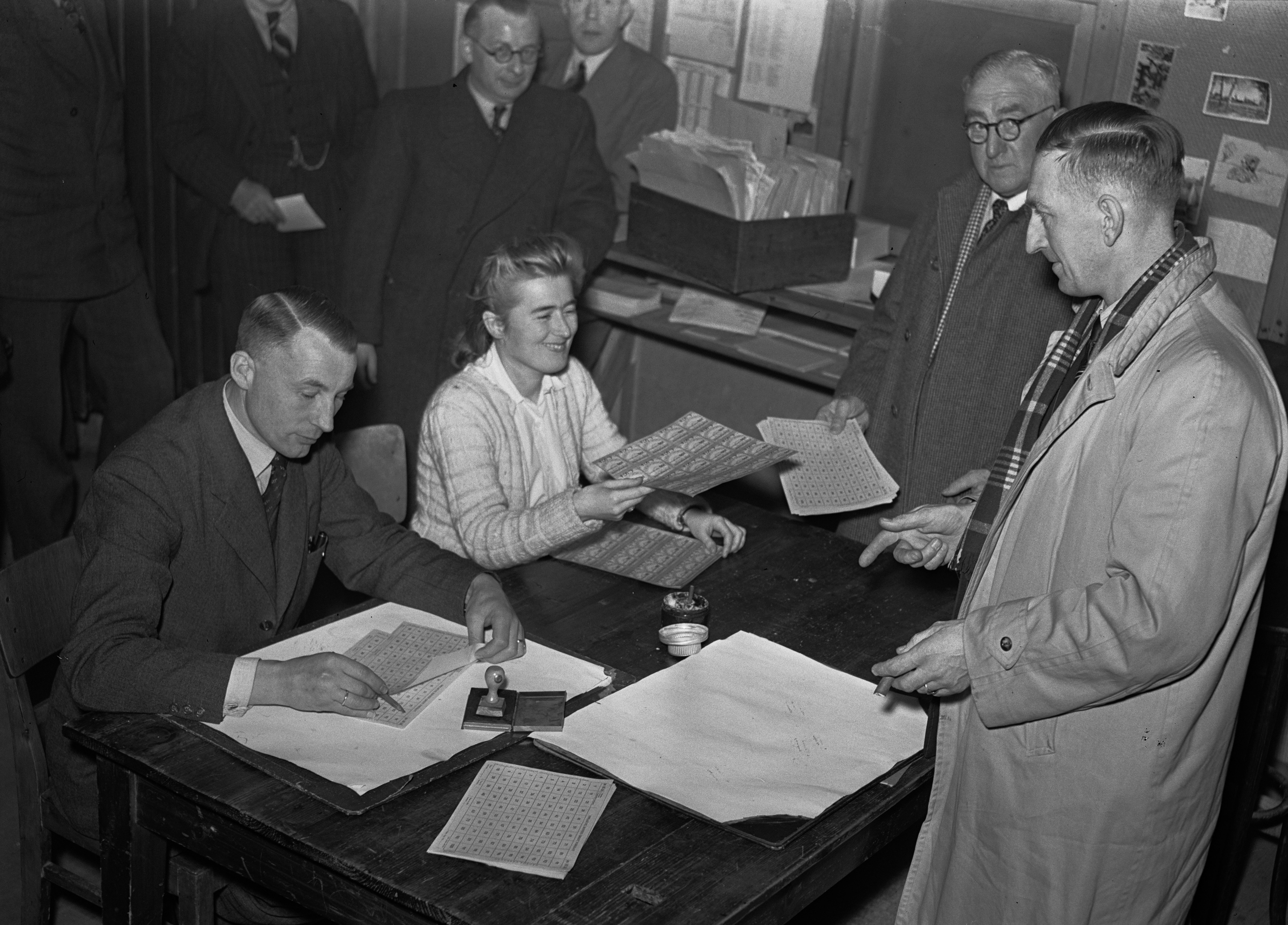
Uitreiking distributiebonnen, najaar 1948

Op 11 oktober 1939 werd in Nederland suiker als eerste product in de Tweede Wereldoorlog alleen verkrijgbaar met bonnen. Vanaf januari 1940 gold dit ook voor erwten. Tot in de jaren 50 bleven veel goederen slechts "op de bon" verkrijgbaar, koffie was in 1952 het laatste product dat ten slotte weer vrij verkrijgbaar werd.

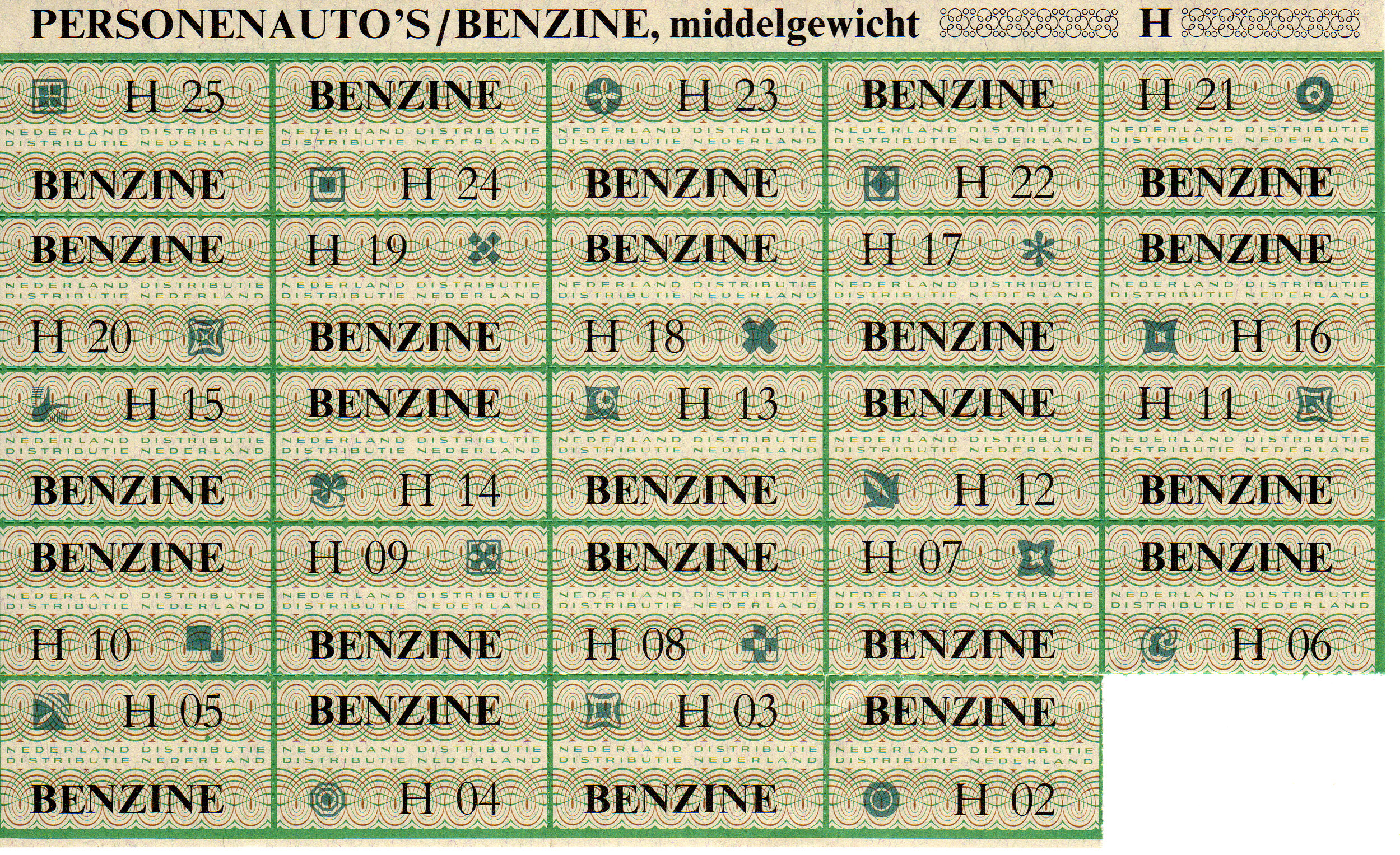
Benzinebonnen uitgegeven in verband met de oliecrisis van 1973

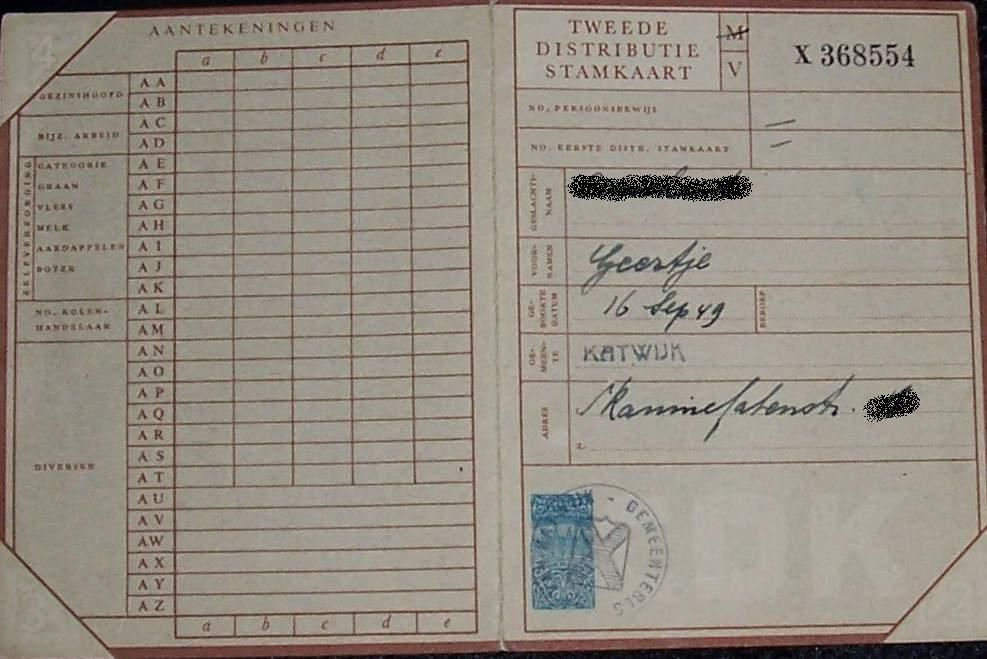
Tweede Distributiestamkaart van een persoon, geboren in 1949)

Een beperkte vorm van distributie kwam korte tijd weer terug tijdens de oliecrisis van 1973, waarbij alleen aardolieproducten, met name benzine, gerantsoeneerd waren.

### Stamkaarten (Tweede Wereldoorlog)
De volgende distributiebescheiden zijn tijdens de bezetting in Nederland van kracht geweest.
- Eerste Distributiestamkaart
- Tweede Distributiestamkaart
- Tabakskaart
- Textielkaart
- Serviesgoed kaart
- Nieuwe bonkaart
- Lopende bonkaart
- Inlegvel

De Eerste Distributiestamkaart werd vlak voor het uitbreken van de Tweede Wereldoorlog in Nederland ingevoerd. De kaart uitwisselen met anderen (familieleden en anderen) was verboden. De Tweede Distributiestamkaart werd door de Duitse bezetter ingevoerd om de duizenden onderduikers van voedsel af te snijden. (Deze mensen zaten veelal ondergedoken, omdat zij niet voor de Duitse bezetter wilden werken in Duitsland). Wie geen stamkaart had, kon geen bonnen afhalen en dus ook geen voedsel en andere goederen kopen. Om aan de Tweede Distributiestamkaart te komen, moest men zich eerst bij de overheid melden met het persoonsbewijs. Was dit in orde (er waren wel vervalsingen in omloop), dan kregen het persoonsbewijs en de stamkaart een controlezegel opgeplakt. Onderduikers hadden veelal een vervalst persoonsbewijs, konden zich daarom niet legaal melden, en verkregen geen stamkaart en dus ook geen distributiebonnen. Deze maatregel werd door het Ambtenarenverzet zorgvuldig gesaboteerd. Tot irritatie van de Duitse overheid bleken er uiteindelijk meer stamkaarten verstrekt dan de bevolking volgens haar groot was, zonder dat duidelijk was waar gefraudeerd was.
Verzetsgroeperingen gingen dan ook tijdens de oorlog over tot het overvallen van de kantoren waar de bonnen werden bewaard, de distributiekantoren. De aldus verkregen bonnen werden verdeeld onder personen die onderduikers hadden, zodat men extra voedsel voor de onderduikers kon kopen. De meest spectaculaire overval was de Tilburgse zegeltjeskraak op 25 januari 1944, waarbij 105.000 zogenaamde Rauterzegels ten behoeve van de Tweede Distributiestamkaart werden buit gemaakt.
Door een tekort aan allerlei grondstoffen werd vaak overgegaan tot surrogaatmiddelen. Op de Tabakskaart was tabak te verkrijgen. Dit was tegen het einde van de oorlog al lang geen gewone tabak meer zoals men die voor de oorlog kende. Tabak, van inferieure kwaliteit, werd ook wel in de eigen tuin gekweekt. Veel rokers dekten hun nicotinebehoefte met "bukshag". Zeep bestond uit klei en zand, vandaar de naam "kleizeep". Muntgeld was van zink gemaakt, schoenen van karton en papier. Ook andere zaken waren van surrogaat gemaakt. Het oorlogsbrood bestond deels uit aardappel- of peulvruchtenmeel, was donker van kleur en smaakte klef en zurig.
Op de Textielkaart was textiel te verkrijgen, en met de Serviesgoed-kaart kon serviesgoed worden gekocht. De bonkaarten konden Vleeskaarten, Broodkaarten, Boterkaarten, Versnaperingskaarten en Bloemkaarten zijn. Ook was er een bonkaart Algemeen. Ook brandstoffen waren "op de bon". Bij de inlevering van brandstofbonnen werd door de leverancier voor die bonnen een bewijs van ontvangst verstrekt. Als er, bijvoorbeeld bij het transport van die brandstoffen (meestal steenkool), een controle plaatsvond moest een dergelijk ontvangstbewijs getoond worden, anders werden de brandstoffen in beslag genomen.
Naast de gewone distributiestamkaarten, bestonden ook zogenoemde Noodstamkaarten.
Het inlegvel was een kaart waarop stond wanneer men de volgende bonnenvellen kon afhalen. Hiervan moest een zegel worden afgescheurd en ingeleverd. Vervolgens werd dan op de stamkaart en het inlegvel aangetekend welke bonnen waren afgehaald. De inlegvellen bestonden uit K-inlegvellen en L-inlegvellen. Dit onderscheid werd gemaakt naar leeftijd en welstand van de betrokkenen. Kinderen bijvoorbeeld hadden andere bonnen (en dus ook andere inlegvellen) nodig dan volwassenen.
Winkeliers moesten de verkregen bonnen op hun beurt weer inleveren om hun voorraad aan te vullen. Leverden ze een valse bon in, dan riskeerden ze hun vergunning kwijt te raken.
Gedurende de Hongerwinter (september 1944 - mei 1945) waren er nog genoeg bonnen in omloop, maar er was door de Duitse blokkade geen voedsel meer in West-Nederland. Daarom trokken tienduizenden mensen vanuit de steden naar het oosten van Nederland, in de hoop nog iets te kunnen kopen. Gedurende deze tochten werden honderden kilometers te voet of per fiets afgelegd. In de Hongerwinter stierven meer dan 20.000 Nederlanders de hongerdood.

### Andere vorm
- Een voorbeeld van een distributiekaart is de broodkaart, gebruikt voor het verkrijgen van voedsel.

### Textielkaart
Op 5 augustus 1940 kwam de eerste textielkaart in omloop, met een geldigheidsduur tot 1 februari 1941, voor verschillende categorieën personen. Deze telden ieder 100 punten. Van 5 augustus 1940 tot 1 november 1940 konden hiervan 40 punten worden ingeleverd; voor de resterende 60 punten kon men kleding aanschaffen van 1 november 1940 tot 1 februari 1941. Punten die overschoten in het eerste tijdvak kon men alsnog inwisselen in het tweede. Gezinnen met lage inkomens (< 350 gulden) kwam men tegemoet met toeslagkaarten.
De volgende kaarten werden uitgereikt:
- Rood, voor mannen en jongens van 15 jaar en ouder
- Blauw, voor vrouwen en meisjes van 15 jaar en ouder
- Bruin, voor jongens van 3 tot 15 jaar
- Groen, voor meisjes van 3 tot 15 jaar
- Grijs, als toeslagkaart

Ieder gezin dat recht had op toeslag, ontving voor het gezinshoofd 50 extra punten en per gezinslid van 15 jaar en ouder nog eens 30 extra punten.
Naarmate de oorlog zich aansleepte bleek dat aanstaande moeders door de zwarte handel zwaar gedupeerd werden, aangezien deze voorraden luiers en andere babykleding achterhield. Deze nam men rigoureus de wind uit de zeilen door vanaf 1 januari 1943 babypakketten uit te reiken. De aanstaande moeder leverde haar vergunning bij de winkelier in en ontving vervolgens van een Centraal Magazijn rechtstreeks bericht dat haar zending klaarlag. Met dit bericht kon zij haar pakket voor de vastgestelde prijs bij de winkelier afhalen en aldus bleef men de zwarthandelaren een stap voor.
Ter indicatie een staatje van zowel de prijzen als de benodigde punten van enige veelgebruikte kledingstukken.

Een winterjas kostte 90 punten, dus was in de praktijk zeer moeilijk aan te schaffen.
| Artikel                     | Prijs '39 | Prijs '44 | Prijs '46 | Punten '40 | Punten '46 |
| --------------------------- | --------- | --------- | --------- | ---------- | ---------- |
| Damesmantel                 | 25,-      | 40,-      | 60,-      | 40         | 40         |
| Kindermantel                | 15,-      | 25,-      | 35,-      | 25         | 25         |
| Herenjas/regenjas           | 25,-      | 45,-      | 65,-      | 65         | 40         |
| Herenkostuum                | 40,-      | 70,-      | 90,-      | 70         | 60         |
| Damesjapon                  | 10,-      | 18,-      | 18,-      | 30         | 15         |
| Kinderjurk                  | 5,-       | 9,-       | 11,-      | 20         | 10         |
| Jongenspakje                | 15,-      | 25,-      | 35,-      | 45         | 20         |
| 1 paar dameskousen          | 1,-       | 2,25      | 2,95      | 5          | 4          |
| 1 paar kinderkousen         | 1,-       | 2,-       | 3,-       | 3          | 4          |
| 1 paar sokken               | 0,75      | 1,90      | 3,-       | 3          | 4          |
| Overhemd                    | 1,75      | 7,50      | 5,-       | 13         | 15         |
| Ondergoed vrouw: camisole   | 0,75      | 1,75      | 2,-       | 5          | 8          |
| Ondergoed vrouw: directoire | 0,75      | 1,75      | 2,-       | 4          | 8          |
| Ondergoed vrouw: onderjurk  | 1,50      | 3,50      | 4,-       | 9          | 8          |
| Ondergoed man: hemd         | 1,25      | 2,75      | 3,75      | 9          | 8          |
| Ondergoed man: broek        | 1,25      | 2,75      | 3,75      | 7          | 8          |
| Ondergoed kind: camisole    | 0,50      | 1,-       | 1,25      | 3          | 5          |
| Ondergoed kind: broek       | 0,50      | 1,-       | 1,25      | 4          | 5          |
| Stukgoed per meter          | 0,50      | 0,65      | 1,-       | 10         | 5          |
| Kunstzijde per meter        | 1,-       | 2,-       | 3,-       | 5          | 5          |
| Wollen stoffen (dames)      | 2,-       | 7,-       | 5,-       | 12         | 5          |

## België

### Eerste Wereldoorlog
De rantsoenering tijdens de Eerste Wereldoorlog werd bijgehouden met distributiekaarten, uitgereikt door de gemeentebesturen of andere officiële instanties zoals het Nationaal Hulp- en Voedingskomiteit of de Koninklijke Nederlandsche Commissie tot Regeling der Voorziening van Noodzakelijke Levensmiddelen in België. Zo waren er kaarten “Boterverdeeling”, “Melkkaart”, een broodkaart of een kaart “Goedkoope Noenmalen”. 
De internationale hulp was vooral op gang gekomen op initiatief van de Verenigde Staten, die onder het motto ‘Brave little Belgium’ een Commission for Relief in Belgium oprichtten. 

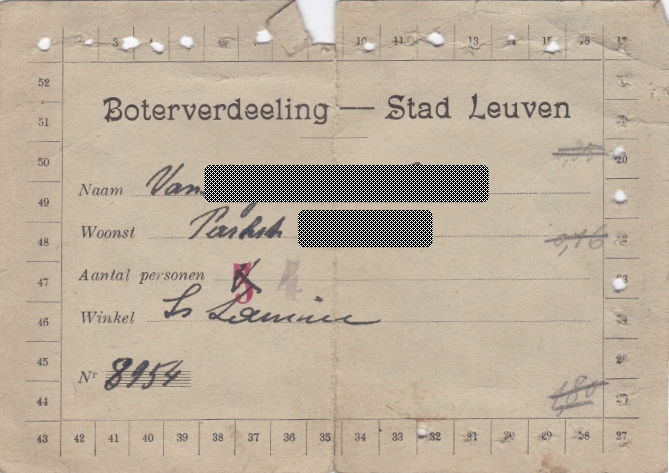
Rantsoenkaart “Boterverdeeling”
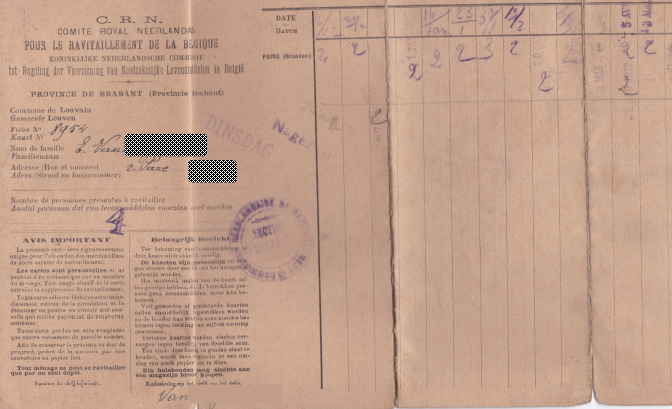
Broodrantsoenkaart
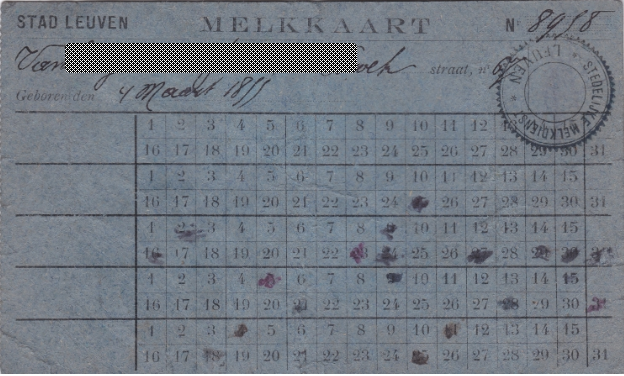
Rantsoenkaart “Melkkaart”
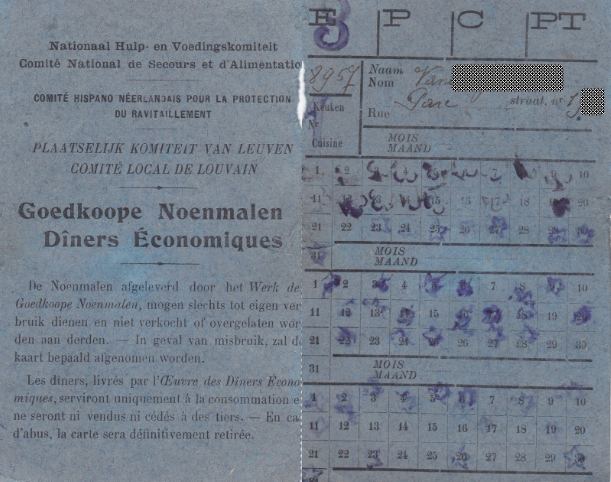
Rantsoenkaart “Goedkoope Noenmalen”